# Saint Geniez d’Olt et d’Aubrac
Saint Geniez d’Olt et d’Aubrac – gmina we Francji, w regionie Oksytania, w departamencie Aveyron. W 2013 roku populacja na obecnym obszarze gminy wynosiła 2139 mieszkańców. Przez teren gminy przepływa rzeka Lot. 
Gmina została utworzona 1 stycznia 2016 roku z połączenia dwóch wcześniejszych gmin: Aurelle-Verlac oraz Saint-Geniez-d’Olt. Siedzibą gminy została miejscowość Saint-Geniez-d’Olt. 

## Zabytki
Zabytki posiadające status monument historique:
- kościół św. Piotra (fr. Église Saint-Pierre) w Aurelle
- kościół św. Jakuba (fr. Église Saint-Jacques) w Verlac
- Couvent des Pénitents w Saint-Geniez-d’Olt
- kościół św. Genezjusza (fr. Église Saint-Geniez) w Saint-Geniez-d’Olt
- przytułek (fr. hospice) w Saint-Geniez-d’Olt
- Hôtel du Ravieux w Saint-Geniez-d’Olt
- Hôtel de Ricard w Saint-Geniez-d’Olt